# Aleksandra Natalli-Świat
Aleksandra Krystyna Natalli-Świat (Oborniki Śląskie; 20 de Fevereiro de 1959 — 10 de abril de 2010) foi uma política da Polónia. Ela foi eleito para a Sejm em 25 de Setembro de 2005 com 5068 votos em 3 no distrito de Wrocław, candidato pelas listas do partido Prawo i Sprawiedliwość.
Foi uma das vítimas do acidente do Tu-154 da Força Aérea Polonesa.